# Val Paul
Val Paul, nato Valentine Paul (Denver, 10 aprile 1886 – Hollywood, 23 marzo 1962), è stato un attore, regista e produttore cinematografico statunitense del cinema muto.
Apparso come attore in circa un centinaio di film tra il 1913 e il 1922, diresse anche una decina di pellicole, producendo una mezza dozzina di film. Era sposato con l'attrice May Foster, da cui ebbe un figlio.

## Filmografia

### Attore
- Suspense, regia di Phillips Smalley e Lois Weber - cortometraggio (1913)
- Through Strife, regia di Phillips Smalley, Lois Weber - cortometraggio (1913)
- When Sherman Marched to the Sea, regia di Jack Conway - cortometraggio (1913
- Mona, regia di Frank Montgomery - cortometraggio (1913)
- The Iron Trail, regia di Henry MacRae - cortometraggio (1913)
- In the Coils of the Python, regia di Henry MacRae - cortometraggio (1913)
- The Girl and the Tiger, regia di Henry MacRae - cortometraggio (1913)
- In the Wilds of Africa, regia di Henry MacRae - cortometraggio (1913)
- The Cowboy Magnate, regia di Henry MacRae - cortometraggio (1913)
- The Prairie Trail, regia di Henry MacRae - cortometraggio (1913)
- War of the Cattle Range, regia di Henry MacRae - cortometraggio (1913)
- The White Squaw, regia di Henry MacRae - cortometraggio (1913)
- The God of Girzah, regia di Henry MacRae - cortometraggio (1913)
- The Water War, regia di Henry MacRae - cortometraggio (1913)
- The Eleventh Hour, regia di Henry MacRae - cortometraggio (1914)
- The Flash of Fate, regia di Henry MacRae - cortometraggio (1914)
- The Vagabond Soldier, regia di Henry MacRae - cortometraggio (1914)
- The Legend of the Phantom Tribe, regia di Henry MacRae - cortometraggio (1914)
- The Yaqui's Revenge, regia di Henry MacRae - cortometraggio (1914)
- Rescued by Wireless, regia di Henry MacRae - cortometraggio (1914)
- The Half-Breed, regia di Henry MacRae - cortometraggio (1914)
- The Hearts of the Bradys, regia di Sydney Ayres - cortometraggio (1915)
- Her Bargain, regia di Sydney Ayres - cortometraggio (1915)
- Il giglio selvatico (M'Liss), regia di Marshall Neilan (1918)
- Mr. Logan, U.S.A., regia di Lynn Reynolds (1918)
- The Fast Mail
- It Happened in Honolulu, regia di Lynn Reynolds (1916)
- The Girl of Lost Lake, regia di Lynn Reynolds (1916)
- The End of the Rainbow, regia di Lynn Reynolds (1916)
- God's Crucible, regia di Lynn Reynolds (1917)
- Mutiny, regia di Lynn Reynolds (1917)
- The Lair of the Wolf, regia di Charles Swickard (1917)
- Fame and Fortune, regia di Lynn Reynolds (1918)
- Treat 'Em Rough, regia di Lynn Reynolds (1919)
- Hoop-La, regia di Louis W. Chaudet (1919)
- Smiles, regia di Arvid E. Gillstrom (1919)
- Girl from Nowhere, regia di Wilfred Lucas e, non accreditata, Bess Meredyth (1919)
- The Timber Queen, regia di Fred Jackman - serial (1922)

### Regista
- Sundown Slim (1920)
- West Is West (1920)
- Hearts Up (1921)
- The Kickback (1922)
- Good Men and True (1922)
- Il canyon dei pazzi (Canyon of the Fools) (1923)
- Crashin' Thru (1923)
- Desert Driven(1923)
- The Miracle Baby (1923)
- La mia vita per mio figlio (A Woman Commands) (1932)